# Pierre Cambronne
Pierre Jacques Étienne, vizconde Cambronne (Nantes, 1770-Nantes, 1842) fue un general francés que luchó durante las guerras de la Revolución y en las guerras napoleónicas. 
Herido en la batalla de Waterloo, a Cambronne se le atribuyen dos frases célebres cuando fue conminado a rendirse por un oficial británico, al que contestó: «La Guardia muere, pero no se rinde» («La Garde meurt, mais ne se rend pas»). Posteriormente, y ante la insistencia de los ingleses habría añadido lo que hoy se conoce como «la palabra de Cambronne» («le mot de Cambronne»), es decir, «¡Mierda!» («Merde!»).
Las cartas publicadas en el registro de The Times, redactadas cuando era prisionero, no mencionan ninguna de las frases, que también pudieron corresponder al general Claude-Étienne Michel, muerto en Waterloo.
Más tarde se casó con una mujer escocesa y fue nombrado vizconde en 1822.

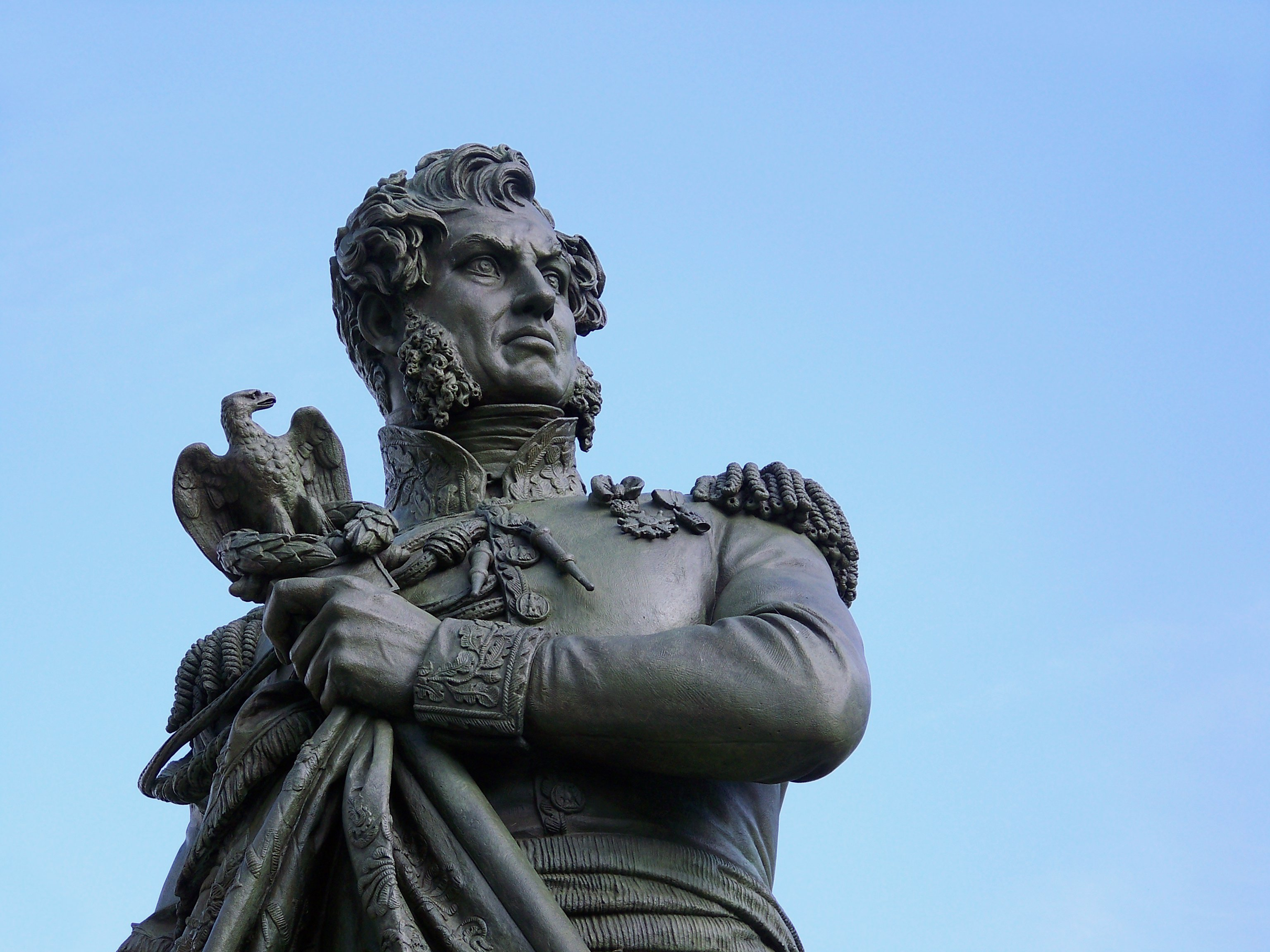
Estatua de Cambronne en su ciudad natal, Nantes.
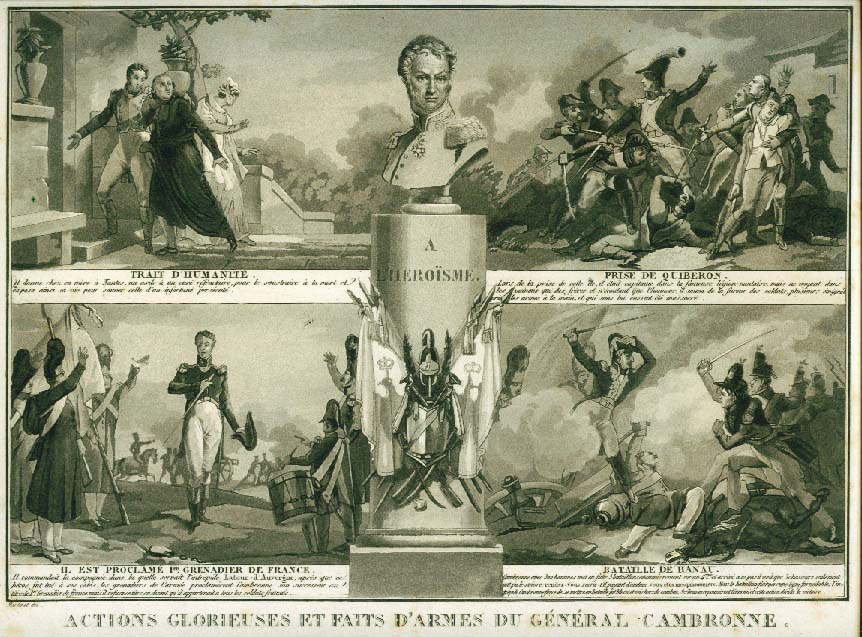
Imagen popular de los años 1820, ilustrando las acciones del General Cambronne

- Datos: Q472540
- Multimedia: Pierre Cambronne / Q472540